# Richard von Hagn

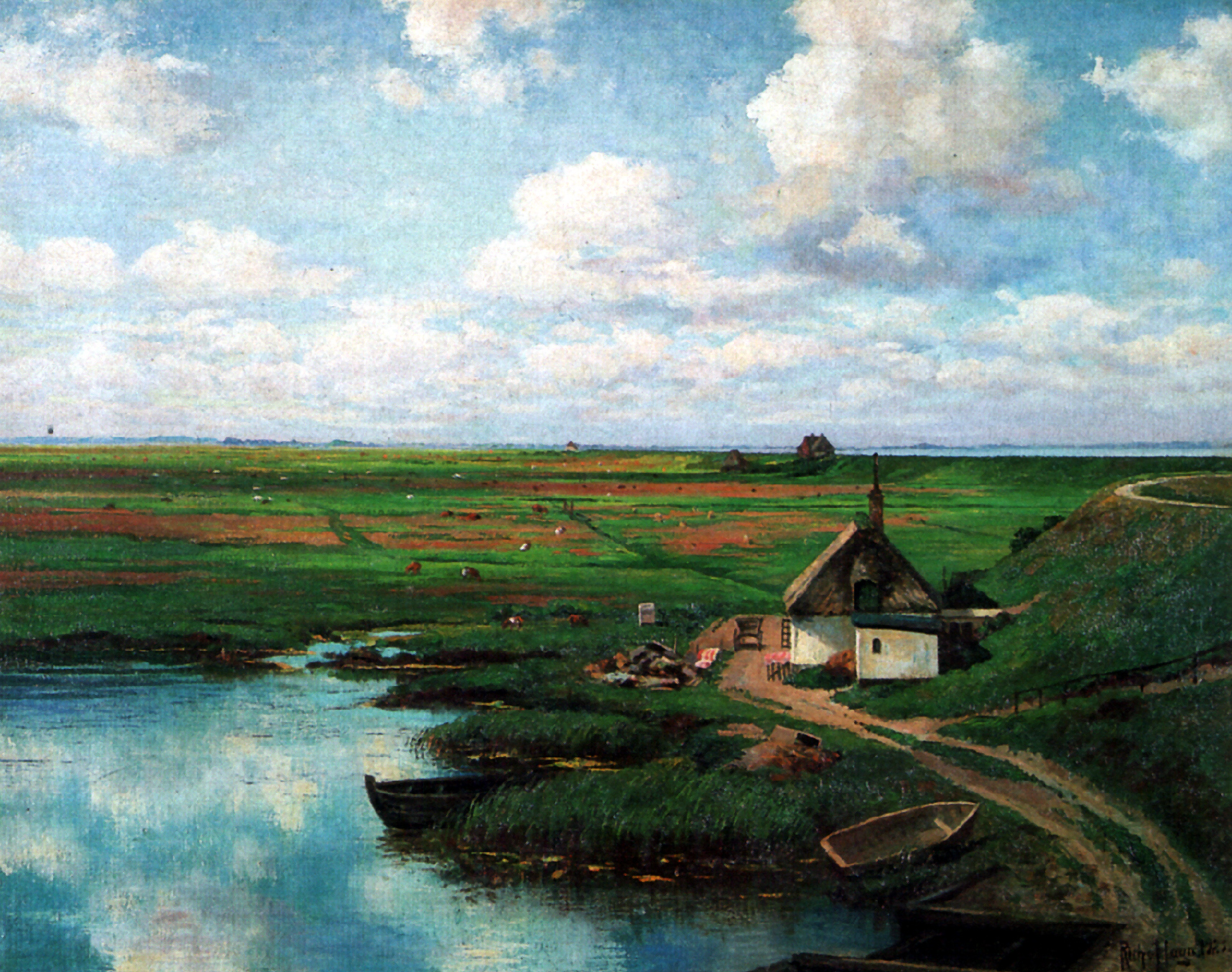
Halbmondwehle Südermarsch, von Richard von Hagn, 1923

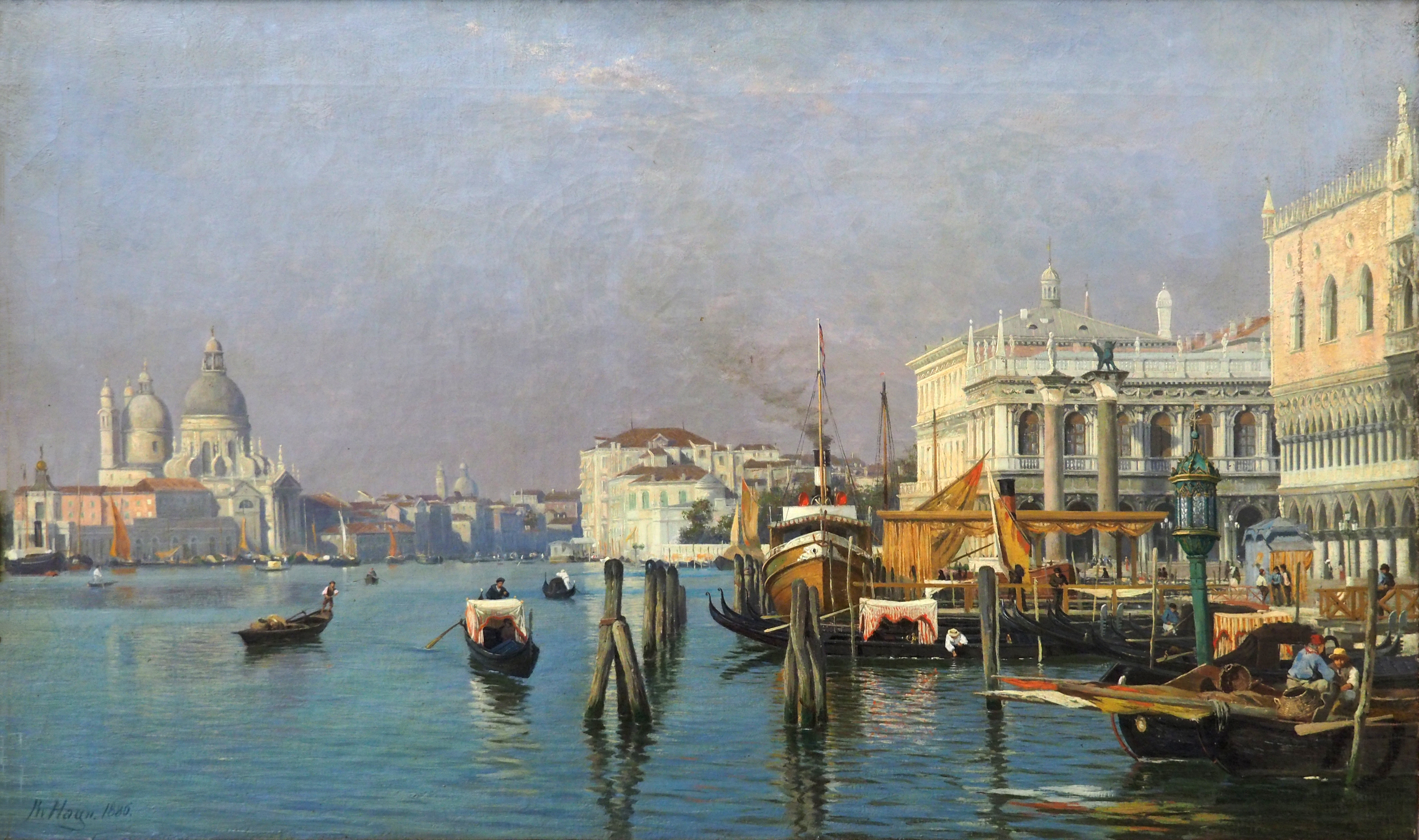
Aus Venedig (1886)

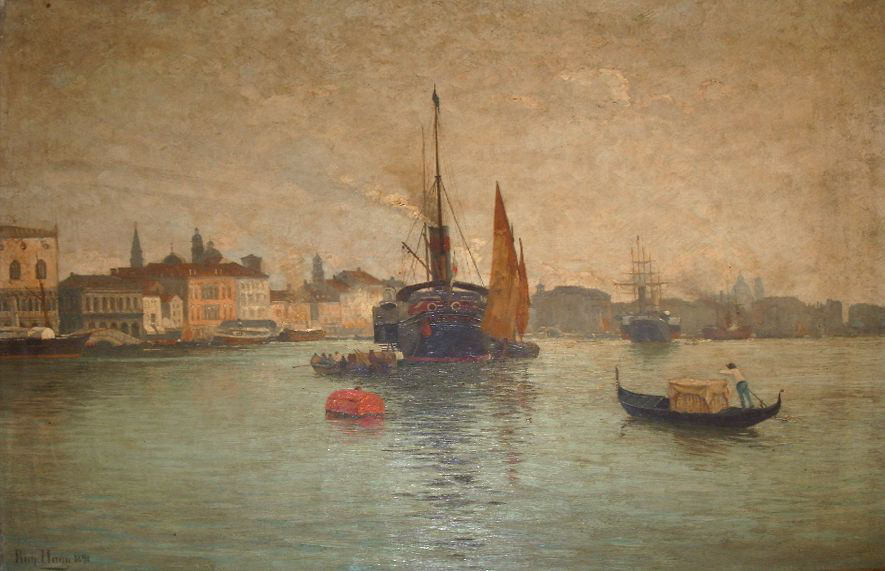
Dampfschiffe vor Venedig, von Richard von Hagn, 1891

Richard von Hagn (* 21. März 1850 in Husum; † 17. Dezember 1933 in Dresden) war ein deutscher Architektur- und Landschaftsmaler des Realismus und Naturalismus.

## Leben und Werk
Von Hagn wurde in Theodor Storms grauer Stadt am Meer Husum, Kreis Nordfriesland, geborene. Er studierte von 1876 bis 1880 an der Hochschule für Bildende Künste Dresden, insbesondere als Schüler Leon Pohles, der Ludwig-Maximilians-Universität München und der Staatlichen Akademie der Bildenden Künste Karlsruhe Kunst.
Wie etliche seiner Kollegen zog es den anfangs als Dekorationsmaler arbeitenden von Hagn angesichts der seit Goethe und Winckelmann bestärkten Italienbegeisterung und Antikensehnsucht in den sonnigen Süden Italiens. Dabei wurde die Lagunenstadt Venedig gewissermaßen zu seiner zweiten Heimat, wie seine zahlreichen dort thematisch angesiedelten Bilder und seine Adresse in der Casa Kirsch, Riva Degli Schiavoni bezeugen.
Anfangs war er fast mittellos und musste sich mit Mühe die Anerkennung erkämpfen. Laut der Aussage eines Zimmergenossen beichtete er bereits bei seiner Ankunft in Venedig der Wirtin, dass er ohne besondere Mittel sei. Schließlich setzte er sich als Architekturmaler spätestens seit den 1880er Jahren dank Ausstellungen in der Königlichen Akademie, Berlin, und im Glaspalast München durch und fand in Dresden eine dritte Heimat, wo er bis zu seinem Tod 1933 leben sollte.
In den Sommermonaten besuchte er jedoch wiederholt seine Geburtsstadt Husum und unternahm von dort aus Exkursionen in die Landschaft Nordfrieslands, der er in diversen Landschaftsbildern dokumentierte, oder auf Sylt, als die deutsche Italienbegeisterung allmählich abflaute.
Im Alter fiel ihm folgendes Bekenntnis zwar nicht unbedingt leicht, zeigte aber auch seine im Zeichen des neuen deutschen Nationalismus und der Verabschiedung der Romantik so empfundene Hinwendung zu einem neuen Themengebiet: „Ja, in meiner Jugend, da mußte es immer Venedig sein. Erst viel später erkannten wir, daß unsere Heimat ebenso schön, ja eigentlich für uns viel schöner ist.“
Diese Haltung änderte jedoch nichts daran, dass er weiterhin nach den venezianischen Skizzenblättern der Vergangenheit Auftragsarbeiten annahm und ausfertigte. Die Neuerungen des Impressionismus und der Moderne lehnte er zwar als „von Irrenhäuslern gemalt“ ab, obwohl gerade der luftige Stil seiner Studienblätter deren Zeichenstil und manchen seiner Bilder (s. Aus Venedig) recht nahekam. Ihm kam es jedoch laut eigenen Worten ausschließlich auf den sauberen, akademischen Malstil an.
Noch zu seinen Lebzeiten erwarb das damalige Landesmuseum der Provinz Westfalen in Münster 1913 eine seiner Ansichten des Markusdoms in Venedig, wie auch ein Jahr zuvor das Stadtmuseum Bautzen. Diverse Aquarelle mit Dresdner Altstadtansichten wurden im Bestand des Stadtmuseums Dresden ab 1911 aufgeführt.
Der von Zeitzeugen als introvertierte, aber freundliche Persönlichkeit geschilderte von Hagn lebte bis ins hohe Alter nur für seine Kunst und gründete niemals eine Familie. Am 17. Dezember 1933 verstarb er in Dresden im Alter von 83 Jahren.

## Nachleben
Obwohl er um die Jahrhundertwende in ganz Deutschland recht bekannt war, ist sein Name und seine Kunst heute nur noch in Husum und Kennern Nordfrieslands ein Begriff. Dabei werden ein paar ungelenke historisierende Porträts, die sich in den Beständen kleinerer Heimatmuseen oder gar einer Schule (Bildnis Hermann Tast) befinden, ihm fälschlicherweise zugeschrieben.
Im Kreisarchiv Nordfriesland befinden sich im Nachlass des Journalisten und Heimatdichters Felix Schmeißer (1882–1953) Briefe von Richard von Hagn aus dem Zeitraum von 1914 und ein von Hagn gewidmetes Gedicht. In Husum wurde eine Straße nach ihm benannt.